# Эберхард I фон Альтена-Берг
Эберхард I (IV) фон Альтена-Берг (нем. Eberhard I. von Berg-Altena) (до 1140 — 23 января 1180) — 1-й граф Альтена 1161—1180, фогт Вердена и Каппенберга 1166—1180, сын графа Адольфа II (IV) фон Берг от его второго брака с Ирмгард фон Шварцбург.

## Биография
Эберхард унаследовал от отца восточную часть графства Берг. Он постоянно враждовал со своим братом Энгельбертом I, графом Берга (ум. 1189). Согласно его завещанию, после его смерти графство Альтена было поделено между двумя его сыновьями, Арнольдом и Фридрихом I. В 1180 Эберхард умер как мирской брат монастыря Альтенберг.

## Дети
- Арнольд (ок.1166—1209) — граф Альтена с 1180, родоначальник линии Альтена-Изенбург
- Фридрих I (ум. 1198/9) — граф Альтена с 1180, граф фон Криекенбек-Миллендонк, родоначальник линии Ламарк (фон дер Марк)
- Адольф I фон Альтена-Берг (1168—15.04.1220) — архиепископ Кёльна 1193—1205, а также между 1212 и 1214
- Oдa (1165—1224) — замужем за графом Симоном фон Текленбургом